# Sovjetunionens flagga

Flaggans baksida sedan 1980.

Sovjetunionens flagga hängande lodrätt.

Sovjetunionens flagga skapades i december 1922 när  Sovjetunionen utropades. Den var fyra gånger så lång som den var bred och röd med Sovjetunionens statsvapen i mitten. Denna flagga var dock bara officiell i omkring elva månader för att den 12 november 1923 ersättas av den mer kända varianten med hammaren och skäran.
Symbolen i övre vänstra hörnet är en korslagd hammare och skära. Hammaren representerar arbetarna och skäran bönderna och tillsammans representerar den föreningen mellan arbetare och bönder. Flaggans röda färg är socialismens färg. Den röda stjärnan ovanför hammaren och skäran representerar kommunistpartiet.
Den 15 augusti 1980 blev flaggans baksida helt röd utan några symboler.
Flaggan halades över Kreml i Moskva för sista gången den 26 december 1991 efter Sovjetunionens upplösning.

## Historia
|                                        |
| 30 december 1922 till 12 november 1923 |

|                                     |
| 12 november 1923 till 18 april 1924 |

|                                    |
| 18 april 1924 till 5 december 1936 |

|                                      |
| 5 december 1936 till 19 augusti 1955 |

|                                       |
| 19 augusti 1955 till 26 december 1991 |

## Sovjetunionens örlogsflagga
Sovjetunionens örlogsflagga var en flagga som bars av fartyg från Sovjetunionens flotta. Flaggan bestod av en stjärna som representerade kommunistpartiets styre och en korslagd hammare och skära som representerade samfundet mellan arbetarna och bönderna. Det vita bakgrundsfältet återgår i Rysslands örlogsflagga.

Sovjetunionens örlogsflagga mellan den 16 november 1950 och den 27 juli 1992.